# Азанов, Геральд Васильевич
Геральд Васильевич Азанов (25 мая 1935, Чернушка, Пермский край — 10 февраля 2016) — передовик производства, буровой мастер Осинского УБР объединения «Пермнефть». Герой Социалистического Труда (1973). Почётный гражданин города Чайковский. Депутат Верховного Совета РСФСР 10-го созыва.

## Биография
Родился 25 мая 1935 года в городе Чернушка. Трудовую деятельность начал в 1953 году. Работал помощником бурильщика и бурильщиком Куединской нефтеразведки. С 1954 года по 1957 год служил в армии. С 1957 года работал бурильщиком и буровым мастером Куединской нефтеразведки Шумовского нефтяного месторождения, с 1960 года — в партии разведочного бурения в тресте «Пермнефтеразведка» в Добрянке, Кудымкаре и Осе. В 1964 году был назначен буровым мастером. За выдающиеся трудовые успехи при выполнении планов 8-й пятилетки (1966—1970) был награждён в 1971 году Орденом Ленина.
Бригада Геральда Азанова использовала передовые методы бурения скважин. Вместо запланированных ста дней на бурение одной скважины бригада тратила времени вдвое меньше. За эти выдающиеся достижения был удостоен в 1973 году звания Героя Социалистического Труда.
В 1978 году окончил Саратовский политехнический техникум. В 1980 году избирался депутатом Верховного Совета РСФСР 10 созыва (1980—1985). С 1983 года начальник разведочной партии № 3 объединения «Пермнефть». В 1985 году был назначен начальником Краснокамского УРБ и в 1987 году — начальником Осинского УРБ.
В 1974 году издал брошюру «За 15000 метров проходки».
В 1990 году вышел на пенсию.

## Награды
- Герой Социалистического Труда — указом Президиума Верховного Совета СССР от 30 декабря 1973 года «за проявленную трудовую доблесть и достижение выдающихся успехов в выполнении социалистических обязательств»;
- Орден Ленина — дважды (1971, 1973)
- Почётный гражданин города Чайковский (2009)
- Почётный нефтяник